# Jana Pavlič
 (septembre 2018).
Si vous disposez d'ouvrages ou d'articles de référence ou si vous connaissez des sites web de qualité traitant du thème abordé ici, merci de compléter l'article en donnant les références utiles à sa vérifiabilité et en les liant à la section « Notes et références ».
Jana Pavlič  est une dramaturge et traductrice slovène née le 18 juin 1962 à Ljubljana. 

## Biographie
Elle a écrit ou coécrit plusieurs textes dramatiques montés par des théâtres de Ljubljana.
Elle a traduit du français en slovène des œuvres de Michel Tournier, Joris-Karl Huysmans, Jacques Derrida, Gilles Deleuze, Émile Benveniste, Georges Bataille, Boris Vian, Bernard-Marie Koltès, Hervé Guibert, Samuel Beckett, Clément Bénech...
Elle a traduit en français Les Enfants de la rivière, un long poème dialogué, plutôt du domaine de la poésie que du théâtre proprement dit, œuvre du poète et dramaturge slovène Dane Zajc (aux éditions de l’Amandier, en 2003).
Elle a écrit dans différents journaux et revues, slovènes et français, de nombreux articles sur le théâtre et la littérature.
La Chouette et le Hibou, son premier ouvrage écrit en langue française, a été publié aux éditions Les bruits des autres en 2005. 